# Noemí Pinilla-Alonso
Noemí Pinilla-Alonso (Oviedo, Asturias, España, 1971) es una científica española, astrónoma del Instituto de Ciencias y Tecnologías Espaciales de Asturias (Universidad de Oviedo).

## Trayectoria
Tras su paso por la Facultad de Ciencias de la Universidad de Oviedo, hasta terminar tercer curso de Física, se matricula en la Universidad de La Laguna en Tenerife donde cursó Astrofísica y obtuvo su doctorado con la tesis "Propiedades superficiales de los planetas enanos del cinturón transneptuniano". Noemí Pinilla-Alonso ha sido investigadora en el Instituto de Astrofísica de Canarias; en el telescopio del Roque de los Muchachos en La Palma; en el Centro de Investigación AMES de la NASA; el Observatorio de Valongo, el Instituto de Astrofísica de Andalucía, y en la Universidad de Tennessee, Knoxville, de Estados Unidos, y científica planetaria en el Florida Space Institute.
En 2018 es nombrada responsable científica del Observatorio Arecibo, en Puerto Rico, el mayor radiotelescopio del mundo entonces, que tuvo un papel clave en numerosos descubrimientos astronómicos durante más de un siglo. Cuando el telescopio colapsó en 2020, Noemí continuo con su labor como Investigadora Principal adjunta, abogando por el telescopio de Arecibo en la Universidad de Florida Central y frente a la comunidad internacional hasta que la labor científica del telescopio finalizó en agosto de 2023. Una instalación emblemática en el campo de la astronomía y un referente para  la búsqueda de planetas en otros sistemas solares.
En 2021, dirige una de las campañas de exploración  de nuestro sistema solar más ambiciosas de la historia, con el fin de poner en práctica el telescopio espacial James Webb para investigar qué hay más allá de Neptuno.